# فارس لوائي

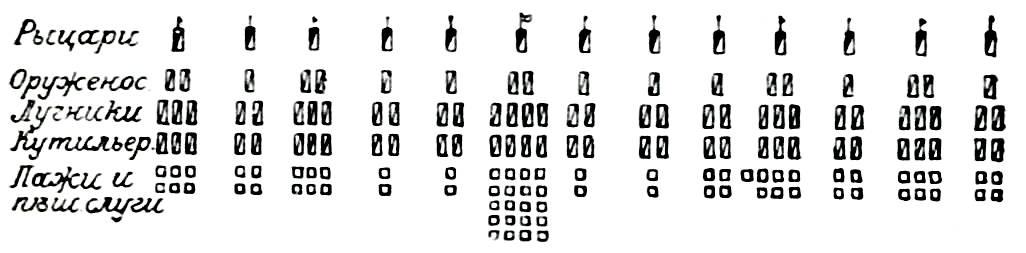
الفن العسكري (العلوم العسكرية)

الفارس اللوائيّ أو فقط اللوائيّ هو فارس من العصور الوسطى كان يقود مجموعة من القوات أثناء الحرب تحت رايته.
كانت الرتبة العسكرية للفارس اللوائيّ أعلى من رتبة فارس حدث (محارب تحت راية غيره)، ولكنها كانت أقل من رتبة إيرل أو دوق.
زوجة اللوائيّ تسمى اللوائيّة.